# Buckley's
W.K. Buckley Limited est une entreprise Canadienne fondée en 1919 par W.K. Buckley, et qui produit des médicaments afin de traiter des problèmes de santé tels que le rhume. Ils produisent également des médicaments pour enfants sous la marque Jack & Jill. L'entreprise est située à Mississauga (Ontario).
En 1978, après la mort de W.K. Buckley, son fils Franck Buckley devint le président de la compagnie. Au milieu des années 1980, Frank devint le promoteur du slogan à succès "It Tastes Awful. And It Works.", traduit en français canadien par "Ça goûte mauvais et ça marche".
Le conglomérat suisse Novartis (32 milliards de dollars de chiffre d'affaires en 2005), a acheté la marque et les formules Buckley en 2002.
La société Buckley restante, William Knapp Limited, qui fournit des services de conseil en marketing, est effectivement dirigée par David Rieger, le vice-président du marketing qui relève directement de Frank Buckley. Avant ce poste, M. Rieger a occupé plusieurs autres postes de direction au sein de l'organisation Buckley et du conglomérat Novartis.

## Mélange de Buckley
Le mélange original de Buckley est un sirop contre la toux inventé en 1919 à Toronto, Ontario, Canada[réf. nécessaire], et toujours produit aujourd'hui. Réputé pour son goût fortement désagréable (d'où son slogan), ses ingrédients comprennent le carbonate d'ammonium, le bicarbonate de potassium, le camphre, le menthol, le baume du Canada (Abies balsamea), le cyclamate de sodium, l'huile d'aiguille de pin (en) et une teinture-mère de capsicum. Il est promu pour le soulagement de la toux et des maux de gorge pendant jusqu'à six heures.
En 2019, cinq autres sirops contre la toux de Buckley sont produits. Le DM de Buckley, qui contenait du dextrométhorphane, n'est plus produit pour la vente au Canada à partir de 2016.